# Lista över satser
Detta är en lista över satser, främst från den rena matematiken.

## A
- Abels binomialsats (kombinatorik)
- Abels sats (matematisk analys)
- Abhyankar–Mohs sats (algebraisk geometri)
- Achiezers sats (komplex analys)
- Albert–Brauer–Hasse–Noethers sats (algebra)
- Aleksandrovs sats (analys)
- Algebrans fundamentalsats
- Almgrens regelbundenhetssats (analys)
- Andreotti–Frankels sats
- Andreotti–Grauerts sats
- Andreotti–Vesentinis sats (topologi)
- Apérys sats (talteori)
- Appell–Humberts sats (komplexa mångfalder)
- Aritmetikens fundamentalsats (aritmetik)
- Artins reciprocitetssats (algebraisk talteori)
- Artin–Schreiers sats
- Artin–Verdierdualitet
- Artin–Zorns sats (abstrakt algebra)
- Auslander–Buchsbaums sats (abstrakt algebra)

## B
- Baires kategorisats (topologi)
- Banach–Alaoglus sats
- Banach-Steinhaus sats
- Bayes sats
- Binomialsatsen
- Bolzano–Weierstrass sats (analys)
- Borsuk–Ulams sats
- Brouwers fixpunktssats
- Brun–Titchmarshs sats (talteori)
- Brunn–Minkowskis sats
- Burnsides sats (gruppteori)

## C
- Cantors sats
- Cantors snittsats (reell analys)
- Carathéodorys existenssats (ordinära differentialekvationer)
- Carathéodorys utvidgningssats (måtteori)
- Carleson–Jacobs sats (komplex analys)
- Carnots sats (geometri)
- Cartans satser A och B
- Cauchys integralformel
- Cauchys integralsats
- Cayley–Hamiltons sats
- Cevas sats
- Chens sats (talteori)
- Chowla–Selbergs formel

## D
- Desargues sats (projektiv geometri)
- Dirichlets enhetssats (algebraisk talteori)

## E
- Eilenberg–Zilbers sats
- Eisensteinreciprocitet (talteori)
- Erdős–Szemerédis sats (talteori)
- Euklides sats (talteori)
- Eulers sats (talteori)

## F
- Fermats lilla sats
- Fermats stora sats
- Ferrero–Washingtons sats
- Fejérs sats
- Friedlander–Iwaniecs sats (talteori)
- Fyrfärgssatsen

## G
- Gauss sats
- Gelfand–Mazurs sats (funktionalanalys)
- Gelfond–Schneiders sats
- Girards sats
- Greens sats
- Green–Taos sats (talteori)
- Gross–Koblitzs formel (algebraisk talteori)
- Grothendieck–Riemann–Rochs sats
- Grothendiecks sammanhängandesats (algebraisk geometri)

## H
- Hardy–Littlewoods tauberska sats (analys)
- Hardy–Ramanujans sats (talteori)
- Heine–Cantors sats
- Herbrand–Ribets sats
- Hilberts bassats (kommutativ algebra)
- Hirzebruch–Riemann–Rochs sats
- Hurewiczs sats (algebraisk topologi)
- Hölders sats

## K
- Kinesiska restklassatsen
- Kirszbrauns sats (analys)
- Kordasatsen
- Kubisk reciprocitet (talteori)
- Kvadratiska reciprocitetssatsen (talteori)
- Kvartisk reciprocitet (talteori)
- Künnethsats (algebraisk topologi)

## L
- Lagranges sats (gruppteori)
- Lefschetzs fixpunktssats
- Legendres trekvadraterssats
- Lies tredje sats (Liealgebror)
- Lindelöfs sats (komplex analys)
- Lindemann–Weierstrass sats (transcendensteori)
- Liouvilles sats
- Littlewoods tauberska sats (analys)
- Lokal Tatedualitet
- Löbs sats (matematisk logik)

## M
- Milnors förmodan (K-teori)
- Monotona konvergenssatsen (måtteori)
- Mordell–Weils sats (talteori)

## O
- Oktisk reciprocitet (talteori)
- Ostrowskis sats (talteori)

## P
- Pappos' sats
- Parsevals sats (analys)
- Perrons formel
- Peterssons spårformel
- Poincarés dualitet (algebraisk topologi)
- Principalidealsatsen (algebraisk talteori)
- Pythagoras sats

## Q
- Quillens satser A och B
- Quillen–Suslins sats

## R
- Ramseys sats
- Residysatsen (komplex analys)
- Riemann–Rochs sats
- Riemanns existenssats
- Riesz representationssats (funktionalanalys)

## S
- Satsen om sex exponentialer (transcendensteori)
- Satsen om likformig begränsning
- Scholzs reciprociteslag (algebraisk talteori)
- Serre–Tates sats
- Sfäriska cosinussatsen
- Sfäriska sinussatsen
- Sfäriska tangenssatsen
- Siegel–Walfiszs sats (analytisk talteori)
- Satsen om den slutna grafen (funktionalanalys)
- Seifert–van Kampens sats
- Shimuras reciprocitetslag
- Shintanis enhetssats (algebraisk talteori)
- Stark–Heegners sats (talteori)
- Stickelbergers sats (algebraisk talteori)
- Stirlings formel (analys)
- Stokes sats (analys)
- Stolz–Cesàros sats (analys)
- Stone–Weierstrass sats (analys)
- Sylows satser (gruppteori)
- Sylvesters determinantsats (determinanter)
- Szemerédis sats (kombinatorik)
- Szemerédi–Trotters sats (kombinatorik)

## T
- Takagis existenssats (talteori)
- Taniyama–Shimuras sats (talteori)
- Tatedualitet
- Tates isogenisats
- Thales sats
- Thompsons transitivitetssats (gruppeori)
- Thompsons unikhetssats (gruppteori)
- Thue–Siegel–Roths sats (diofantisk approximation)
- Tjebotarevs densitetssats (talteori)
- Torellis sats (algebraisk geometri)
- Turáns sats (grafteori)
- Tychonoffs sats (allmän topologi)

## U
- Universala koefficientsatsen (algebraisk topologi)

## V
- Van der Waerdens sats (kombinatorik)
- Vantieghems sats (talteori)

## W
- Weierstrass majorantsats (analys)
- Wiener–Ikeharas sats

## Y
- Yamamotos reciprocitetslag (algebraisk talteori)

## Z
- Z*-satsen (gruppteori)
- ZJ-satsen (gruppteori)
- Zahorskis sats (reell analys)
- Zariskis huvudsats (algebraisk geometri)
- Zeckendorfs sats (talteori)

## Ö
- Satsen om den öppna avbildningen (analys)